# Герб Підляського воєводства
Герб Підляського воєводства (пол. Herb województwa podlaskiego) — офіційний символ Підляського воєводства Великого князівства Литовського і Корони Польської.
Підляське воєводство утворено в 1513/1520 роках у складі Великого князівства Литовського, але в 1569 включено до складу Корони Польської (Малопольська провінція). Існувало до ліквідації 1795 року.

## Історія
«Литовський» герб воєводства — «дві постаті»: на щиті чоловік із мечем на поясі тримає за руку жінку, що символізує шлюб, союз чи унію. Воєводство було утворено в 1513—1520 роках, будучи виділеним зі складу Трокського. Можливо, саме тому їхні герби досить близькі — Трокський лицар, втративши лати та спис, зберіг меч на поясі, і в гербі до нього було додано жіночу фігуру.
Після приєднання до Польської корони в 1569 році, Підляське воєводство отримало від королівства герб з тією ж ідеєю союзу двох держав — два щити: правий з польським орлом, лівий з литовською Погонею. Можливо, герб «дві постаті» символізував і справжній шлюб Сигізмунда старого з Бонною Сфорцею, що відбувся у 1518 році. Тоді висування Підляського воєводства зі складу Троцького у 1513—1520 роках виглядає як шлюбний подарунок, адже саме на Підляшші знаходилися найзначніші резиденції великих князів литовських. Це дозволяє віднести час створення згаданого вище герба на час правління Сигізмунда Старого.
Опис герба, що набув поширення в річпосполитській геральдичній літературі: у розсіченому полі щита праворуч срібний орел без корони в червоному полі, зліва — вершник з мечем у правій руці на білому коні, що скаче, в срібному полі.

У той самий час, Велике князівство Литовське вважало воєводство «литовським» і зберігало в офіційних документах його старий герб.

Герб воєводства у литовській геральдиці
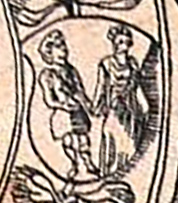
"Литовський" герб воєводства "Дві постаті". З польського видання (1614) Статуту Великого князівства Литовського 1588 року
Герб з великого Литовського друкуЯна III, 1676
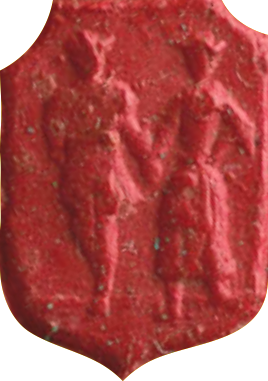
Герб воєводства з великої литовської преси останнього Великого князя ЛитовськогоСтаніслава Августа

Герб воєводства у польській геральдиці
Гербі корогви воїнства післяЛюблінської унії, 1569
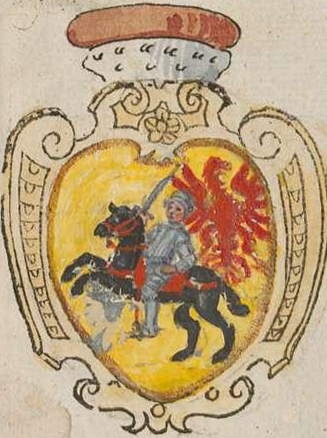
"Польський" герб, 1586
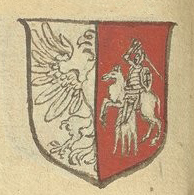
Герб, XVII століття
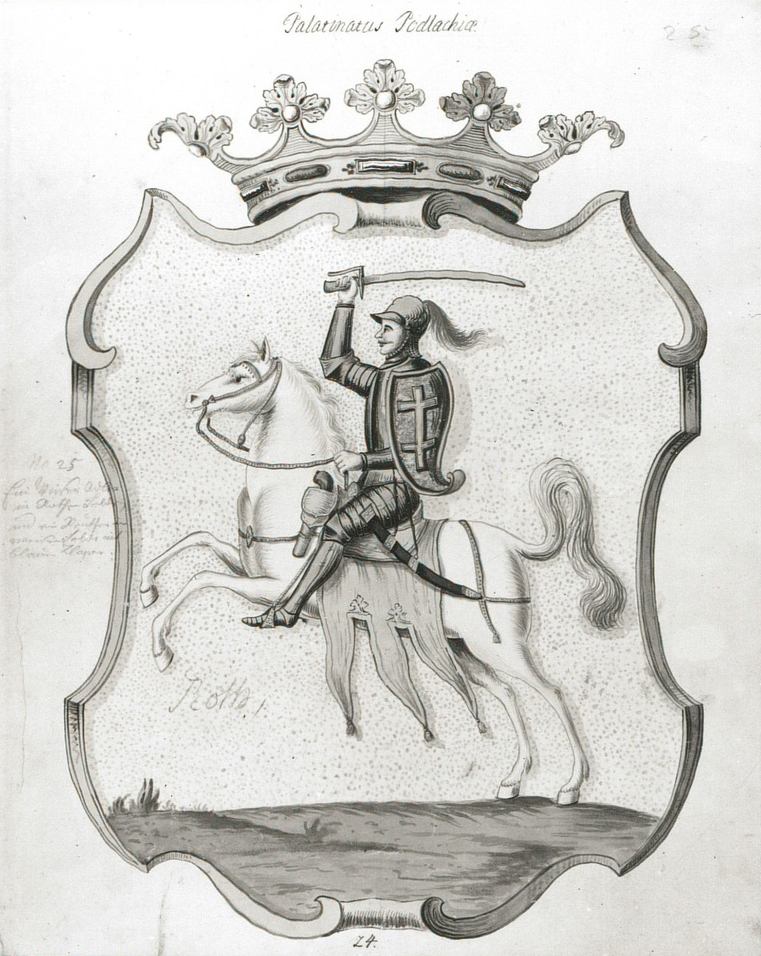
"Польський" герб, 1720
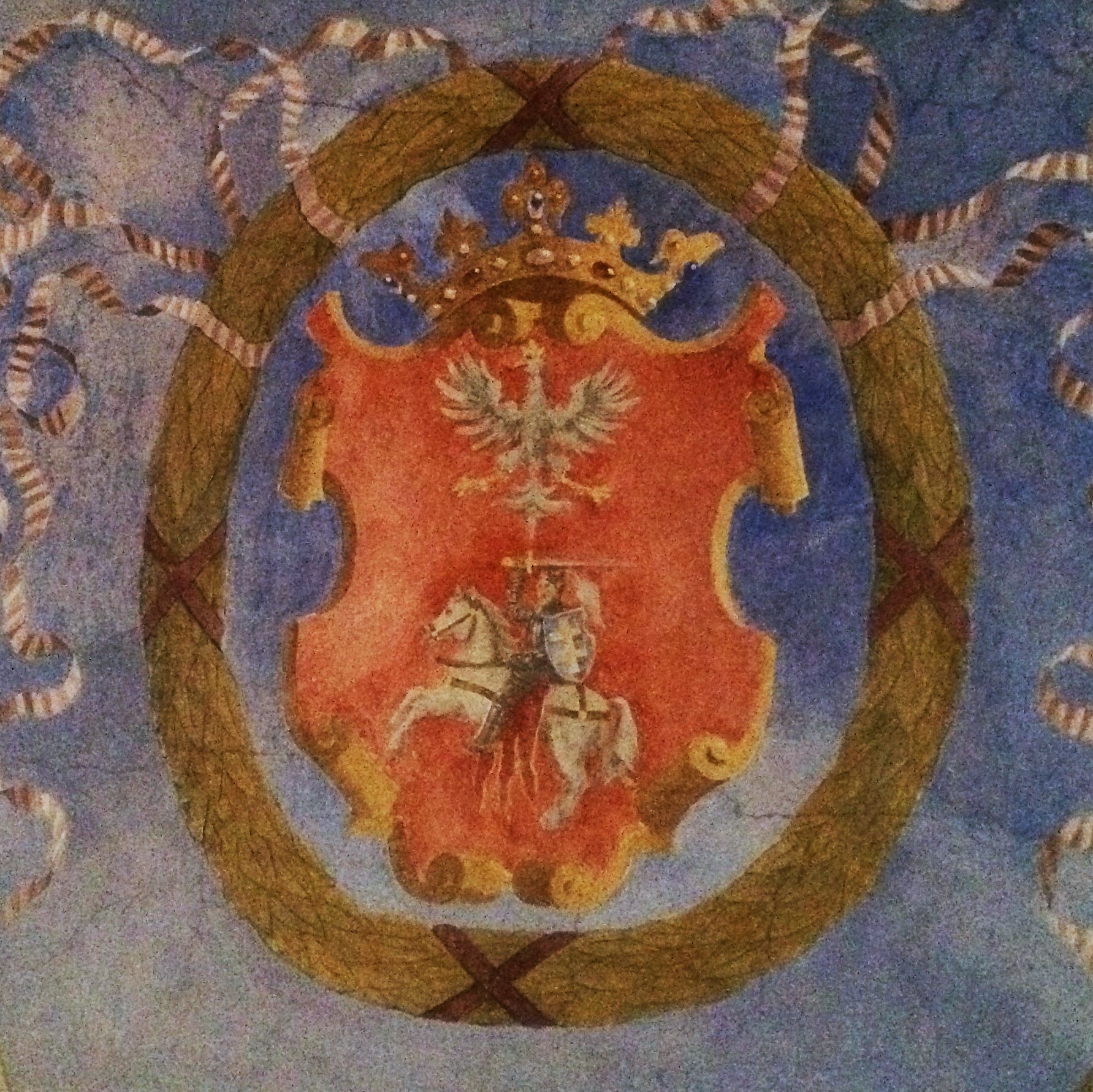
Герб у Посольській залі Королівського замку Варшави, після 1720 року
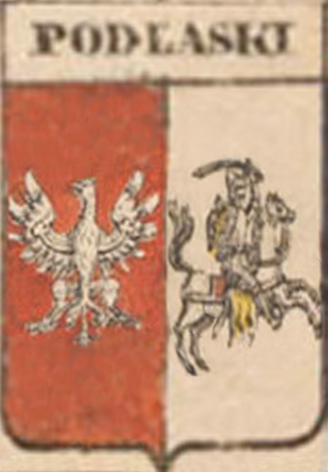
"Польський" герб, 1764
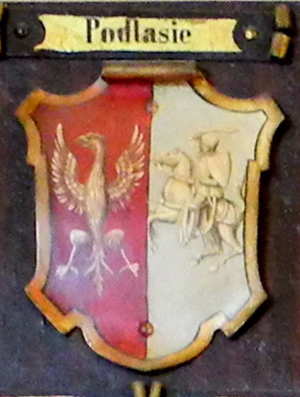
Рисунок у Польському історичному музеї в комуні Рапперсвіль-Йона, Швейцарія

В 1795 після 3-го розділу Польщі територія воєводства відійшла до Російської імперії, і була створена Білостокська область. Герб новоствореної області практично повторював польський герб воєводства: польський білий орел та литовська Погоня.

## Веб-посилання
- Herb województwa podlaskiego (малюнок)